# Национальная хоккейная ассоциация
Национальная хоккейная ассоциация (англ. National Hockey Association, полное название — National Hockey Association of Canada Limited) — профессиональная хоккейная организация, существовавшая в период со 2 декабря 1909 года по 11 декабря 1918.
Перед сезоном 1910 года Восточная Канадская Хоккейная Ассоциация преобразовалось в Канадскую Хоккейную Ассоциацию (КХА). Целью было исключение из лиги «Монреаль Уондерерс» (похожая история повторилась в 1917 году при образовании НХЛ, когда за бортом осталась команда из Торонто). «Уондерерс» в ответ на это создали Национальную Хоккейную Ассоциацию (НХА), где впервые появился клуб «Монреаль Канадиенс», а также команды из Кобалта, Хэйлбюри и Ренфрью.
Переход «Оттавы», а также «Монреаль Шэмрокс», в НХА автоматически сделало эту лигу сильнейшей в Канаде. Первые чемпионы НХА «Монреаль Уондерерс» получили права на Кубок Стэнли, которые они отстояли в серии против команды города Берлин, выигравшей сезон в Профессиональной Хоккейной Лиге Онтарио.

## Победители
- 1910: Монреаль Уондерерс
- 1910-11: Оттава Сенаторз
- 1911-12: Квебек Булдогз
- 1912-13: Квебек Булдогз
- 1913-14: Торонто Блюширтс
- 1914-15: Оттава Сенаторз
- 1915-16: Монреаль Канадиенс
- 1916-17: Монреаль Канадиенс